# عتاد لاستعادة البيانات
عتاد لإستعادة البيانات (بالإنجليزية: Data recovery hardware)‏ تم نطويرها لأن برمجيات استعادة البيانات لم تكن كافية، وتستطيع إصلاح العديد من التلف مثل القطاعات التالفة bad sectors وتلف الفيرموير Firmware وتلف اللوحة الإلكترونية المطبوعة PCB والرأس المغناطيسية وغيرها .

## إستخدامات عتاد استعادة البيانات

### قطاعات تالفة
هناك نوعان من القطاعات التالفة نوع مادي physical ( المادة المكونة للقرص ) ونوع غير مادي logical ( مطور ويعتمد على معادلات وحسابات ) ويمكن إطلاق كلمتي جامد hard ولين soft لتلف القطاع (bad sector) .

### تلف اللوحة الإلكترونية المطبوعة
عند حدوث تلف لألوحة الإلكترونية المطبوعة فإن مستخدمها يمكن أن يقوم بالتالي :
- تبديل لألوحة التالفة بلوحة مطابقة لها